# Ol'ha Charlan
Ol'ha Hennadyivna Charlan (in ucraino Ольга Геннадіївна Харлан?; Mykolaïv, 4 settembre 1990) è una schermitrice ucraina, specializzata nella sciabola. Ha vinto una medaglia d'oro nella sciabola a squadre a Pechino 2008.

## Biografia
Ol'ha Charlan è nata a Mykolaïv, nel sud dell'Ucraina. Suo padre era un allenatore di vela e nuoto e le insegnò a nuotare quando era ancora piccola, inoltre lavorava anche come operaio edile e tassista. Sua madre lavorava come pittrice e stuccatrice.
Il primo interesse della Charlan fu la danza, ma le lezioni erano troppo costose per i suoi genitori. Quando aveva 10 anni, il suo padrino, l'allenatore di sciabola Anatolij Šlikar, le suggerì di praticare la scherma, dove le lezioni erano gratuite. È stata seguita da Artëm Skorochod fino al 2014. Il suo primo successo è stato il titolo nazionale Junior, vinto quando aveva solo 13 anni contro adolescenti fino a cinque anni più grandi di lei.
Nel 2014, ha sposato lo schermidore Dmytro Bojko, da cui ha successivamente divorziato. In seguito, ha intrapreso una relazione sentimentale con lo schermidore italiano Luigi Samele, con cui vive a Bologna, in Italia.

## Palmarès
- Giochi olimpici

Pechino 2008: oro nella sciabola a squadre.
Londra 2012: bronzo nella sciabola individuale.
Rio de Janeiro 2016: argento nella sciabola a squadre e bronzo nella sciabola individuale.
Parigi 2024: oro nella sciabola a squadre e bronzo nella sciabola individuale.
- Mondiali

San Pietroburgo 2007: argento nella sciabola a squadre.
Antalia 2009: oro nella sciabola a squadre e argento individuale.
Parigi 2010: argento nella sciabola a squadre e individuale.
Catania 2011: argento nella sciabola a squadre e bronzo individuale.
Kiev 2012: argento nella sciabola a squadre.
Budapest 2013: oro nella sciabola individuale e a squadre.
Kazan 2014: oro nella sciabola individuale e bronzo a squadre.
Mosca 2015: argento nella sciabola a squadre.
Lipsia 2017: oro nella sciabola individuale.
Budapest 2019: oro nella sciabola individuale.
- Europei

Zalaegerszeg 2005: bronzo nella sciabola a squadre.
Smirne 2006: argento nella sciabola individuale.
Gand 2007: argento nella sciabola a squadre.
Kiev 2008: argento nella sciabola a squadre.
Plovdiv 2009: oro nella sciabola individuale e a squadre.
Lipsia 2010: oro nella sciabola a squadre.
Sheffield 2011: oro nella sciabola individuale ed argento a squadre.
Legnano 2012: oro nella sciabola individuale e argento a squadre.
Zagabria 2013: oro nella sciabola individuale e argento a squadre.
Strasburgo 2014: oro nella sciabola individuale e bronzo a squadre.
Montreux 2015: bronzo nella sciabola a squadre.
Toruń 2016: bronzo nella sciabola individuale e a squadre.
Novi Sad 2018: argento nella sciabola a squadre.
Düsseldorf 2019: oro nella sciabola individuale.
Adalia 2022: bronzo nella sciabola a squadre.
- Universiadi

Shenzen 2011: oro nella sciabola individuale e argento a squadre.
Kazan' 2013: oro nella sciabola individuale.